# Grigory Fedosseïev
Pour les articles homonymes, voir Fedosseïev.
Grigory Anisimovich Fedosseïev (en russe Григо́рий Ани́симович Федосе́ев), né le 7 janvier 1899 à Kardonikskaya (ceb) et mort le 29 juin 1968 à Moscou, est un écrivain et géodésien soviétique.

## Biographie
Il est le fils d'un officier, Anisim Fedosseïev et de sa femme Anna Vasilievna.
En 1926, il est diplômé de l'Université d'État technologique du Kouban. Dans les années 1930, il s'installe à Novossibirsk, où il travaille comme ingénieur, participant à des travaux de géodésie sur le terrain en Transbaïkalie et dans les Sayans de l'Est.
Il devient en 1938 le chef du détachement, et plus tard, le chef de l'expédition. Il supervise les travaux topographiques sur la rivière Angara, sur la Toungouska Inférieure et la Toungouska Pierreuse, explore les monts Yablonovy et Stanovoy, la mer d'Okhotsk et les monts Djougdjour. En outre, il prend part à la création de cartes des zones des centrales hydroélectriques de Bratsk, Oust-Ilimsk, Bogoutchany et Zeïa dans la Magistrale Baïkal-Amour. En 1948, il est diplômé de l'Institut des ingénieurs de Novosibirsk en géodésie, photographie aérienne et cartographie.
Au cours des expéditions, il collecte et fait don à l'Académie des sciences d'une grande collection de plantes, d'oiseaux, de peaux et de cornes de représentants de la faune de Sibérie et d'Extrême-Orient.
Dans les années 1940, il commence à collaborer avec le magazine Сибирские огни, dans lequel il publie de nombreux articles dont en 1949, Записки бывалых людей (Notes de personnes expérimentées) et Мы идём по Восточному Саяну (Nous marchons le long du Sayan oriental) qui vont inspirer ses œuvres d'écrivain.
Son premier recueil de nouvelles, Taiga Encounters, est publié en 1950.
En 1956, il s'installe à Krasnodar pour des raisons de santé, où il écrit ses principales œuvres.
Il écrit en 1965 un article pour défendre la nature de la montagne Sayan, qui est publié dans l'un des numéros de juillet du journal Izvestia. Il raconte l'extermination excessif par le braconnage dans le Sayan oriental de nombreuses espèces d'animaux et de poissons de races précieuses. Le chef adjoint de la Direction principale de la chasse et des réserves naturelles relevant du Conseil des ministres de la RSFSR, en réponse, reconnait les faits de chasse illégale par les résidents locaux, les touristes et les travailleurs des expéditions géologiques. Le directeur de la ferme d'élevage d'animaux Irbeisky du territoire de Krasnoïarsk est démis de ses fonctions et son adjoint est sévèrement réprimandé. En conséquence, la même année, la réserve d'importance locale de Tofalarsky est organisée sur le territoire de l'ancienne réserve de Sayan, qui reçoit en 1971 le statut de République.
Il meurt subitement le 29 juin 1968 à Moscou. Selon son testament, l'une des deux urnes avec ses cendres a été enterrée dans les Sayans, dans les contreforts du plus haut sommet du Sayan oriental qui a ensuite reçu son nom et l'autre - à Krasnodar au cimetière slave.
Son œuvre littéraire se rapproche de celle de Vladimir Arséniev. Dans son ouvrage Le Chemin de l'épreuve, le portrait de son guide nommé Ouloukitkan qui incarne la culture de la Taïga, rappelle le personnage de Dersou d'Arséniev.